# Jean-Louis Ferrand
Jean-Louis Ferrand, (13 de diciembre de 1758 en Besanzón – 7 de noviembre de 1808 al final de la batalla de Palo Hincado cerca de El Seibo (Santo Domingo), era un general francés de la Revolución y el Imperio. 

## Biografía

### América, la Revolución Francesa y Santo Domingo
Participó como voluntario en la guerra de independencia en América del Norte. De vuelta en Francia ingresó, como líder de escuadrón, en un regimiento de dragones en 1793. Detenido entonces como "fayettista", es liberado después del 9 de Termidor. Nombrado general de brigada el 9 de abril de 1794, comandó los ejércitos de Occidente, las Ardenas y Sambre-et-Meuse. Tras la paz de Amiens, gobierna el departamento de Pas-de-Calais y forma parte de la Expedición Militar Francesa a Saint-Domingue. En menos de cuatro meses, esta colonia es sometida, pero en noviembre de 1802 estalla una nueva insurrección general; la fiebre amarilla se llevó al general Leclerc y Ferrand se queda a cargo de defender la parte francesa de la colonia.

### Gobernador de Santo Domingo
Atacado por Dessalines, sucesor de Toussaint Louverture, quien lidera una tropa de 22 000 negros, es derrotado el 18 de noviembre de 1803. La expedición fracasa y los franceses se enfrentan a una alternativa: abandonar la isla o refugiarse en la antigua parte española. Más de 2000 soldados sobrevivientes pasaron a la parte oriental de la isla en diciembre de 1803. 
Ferrand, nombrado gobernador francés, permanece allí durante casi cinco años. Trajo 10 000 esclavos para desarrollar la economía de plantación en el este de la isla. En la fortaleza de la capital, resiste en 1805 una invasión de Dessalines. Los refuerzos que recibe de Francia son aniquilados en la batalla de San Domingo el 6 de febrero de 1806 por la flota británica de John Thomas Duckworth, gobernador de Jamaica. 
Producida la ruptura entre Francia y España, el gobernador de Puerto Rico, Toribio Montes fomenta una insurrección. El 7 de noviembre de 1808, Ferrand, al frente de 500 soldados, fue atacado por más de 2000 rebeldes cerca de Palo Hincado. El primer choque es terrible. Rápidamente la caballería enemiga desborda las dos alas de la columna francesa, rompiendo filas. Las milicias españolas se amotinaron en la batalla. 
La mayoría de los oficiales y soldados mueren y el resto es puesto en fuga. Ferrand intenta llegar a la capital con un grupo de oficiales, pero en el camino, reducido a la desesperación, se dispara en la cabeza con su pistola. El general Joseph-David de Barquier se queda a cargo de la guarnición. Siendo sitiado en la fortaleza de Santo Domingo, debe negociar la evacuación en julio de 1809. La provincia pasa al lado de la España antinapoleónica.

### Honores y reconocimientos
El fuerte Montboucons, de Besançon, lleva el nombre de Boulanger de Ferrand en su honor.
Miembro de la Legión de Honor.